# Rick Fisher (cestista)
Richard Bradley Fisher, detto Rick (Denver, 27 ottobre 1948 – Oxnard, 20 dicembre 2019), è stato un cestista statunitense, professionista nella ABA.

## Carriera
Venne selezionato dai Portland Trail Blazers al secondo giro del Draft NBA 1971 (27ª scelta assoluta).